# Harry Allen (Fußballspieler, 1879)
Henry „Harry“ Allen (* Juni 1879 in Spondon; † 13. September 1939 in Bulawayo) war ein englischer Fußballspieler und Sportfunktionär in Südrhodesien.

## Karriere
Allen, der als Vollwaise mit seinen beiden Brüdern bei Angehörigen aufwuchs, spielte für Alvaston in der lokalen Derby and District League und gehörte im April 1897 zu einem Auswahlteam der Liga, das gegen die Reserve von Derby County spielte. Der bei einer Rechtsanwaltskanzlei beschäftigte Allen kam im Oktober 1898, sein Vereinskamerad Harry Oakden folgte wenig später, zu Derby County und gab einen Monat später gegen den FC Burnley sein Debüt in der First Division. Im FA Cup 1898/99 erzielte der Linksaußen gegen Woolwich Arsenal (6:0) und die Wolverhampton Wanderers (2:1) jeweils einen Treffer und trug so zum Erreichen des Finals bei. Dort unterlag die Mannschaft mit der Sturmreihe Arkesden – Bloomer – Boag – MacDonald – Allen vor 73.833 Zuschauern im Londoner Crystal Palace trotz einer 1:0-Halbzeitführung mit 1:4 dem Ligakonkurrenten Sheffield United. 
Allen hatte bereits im April 1899 eine Verlängerung seines Profivertrags für die Folgesaison unterzeichnet, dennoch kam er nur noch zum Saisonauftakt gegen Notts County zum Einsatz, anschließend erhielten Hugh McQueen, sein Vorgänger auf der Linksaußenposition, und John Cooke den Vorzug. Im Dezember 1899 schloss er sich daraufhin dem Zweitdivisionär Leicester Fosse an, bei dem er für einige Zeit Rab King auf dem linken Flügel verdrängte. Bereits zum Saisonende verließ er Leicester wieder und spielte in der Folge bei seinem mittlerweile als Alvaston & Boulton firmierenden Ex-Verein. Im März 1901 kehrte er als Amateur nochmals zu Derby County zurück, kam hierbei aber nur für das Reserveteam zum Zug. 
Mitte 1901 ging er auf Einladung von Charles Wibberley, Generaldirektor der Rhodesian Railways, nach Rhodesien und stieg dort bis zum stellvertretenden Generaldirektor auf. Während des Ersten Weltkriegs diente er in Südafrika als Captain im 1st Rhodesia Regiment. Auch als Sportfunktionär war Allen aktiv, neben dem Posten des Vizepräsidenten des Fußballverbandes von Bulawayo hatte er auch den Posten des Präsidenten des rhodesischen Amateurboxverbandes inne, war Vize-Präsident der Rhodesian Cricket Union ist Namensgeber eines Golfclubs in Bulawayo und war auch bei Pferderennen und Bowls aktiv. Allen verstarb im September 1939 in Bulawayo nach einer Blinddarmoperation, seine schottische Frau war im Jahr zuvor bei einem Besuch in Großbritannien verstorben. Das Paar hatte einen Sohn und eine Tochter.